# Ronde van Frankrijk 2015/Startlijst
Dit artikel beschrijft de startlijst van de 102de Ronde van Frankrijk die van zaterdag 4 juli tot en met zondag 26 juli 2015 werd verreden.

## Overzicht

### Astana Pro Team
| Rugnummer | Naam             | Prestaties                                               | Opmerkingen              | Eindklassering |
| --------- | ---------------- | -------------------------------------------------------- | ------------------------ | -------------- |
| 1         | Vincenzo Nibali  | Strijdlustigste renner: 4e etappe en winnaar: 19e etappe |                          | 4e             |
| 2         | Lars Boom        |                                                          | Niet gestart: 10e etappe | DNF            |
| 3         | Jakob Fuglsang   |                                                          |                          | 23e            |
| 4         | Andrij Hryvko    |                                                          |                          | 64e            |
| 5         | Dmitri Groezdev  |                                                          |                          | 131e           |
| 6         | Tanel Kangert    |                                                          |                          | 22e            |
| 7         | Michele Scarponi |                                                          |                          | 41e            |
| 8         | Rein Taaramäe    |                                                          | Opgave: 11e etappe       | DNF            |
| 9         | Lieuwe Westra    |                                                          |                          | 77e            |

Ploegleider: Giuseppe Martinelli / Dmitri Fofonov

### AG2R La Mondiale
| Rugnummer | Naam                   | Prestaties                                    | Opmerkingen        | Eindklassering |
| --------- | ---------------------- | --------------------------------------------- | ------------------ | -------------- |
| 11        | Jean-Christophe Péraud |                                               |                    | 61e            |
| 12        | Romain Bardet          | Winnaar en strijdlustigste renner: 18e etappe |                    | 9e             |
| 13        | Jan Bakelants          |                                               |                    | 20e            |
| 14        | Mikaël Cherel          |                                               |                    | 18e            |
| 15        | Ben Gastauer           |                                               | Opgave: 11e etappe | DNF            |
| 16        | Damien Gaudin          |                                               |                    | 146e           |
| 17        | Christophe Riblon      |                                               |                    | 68e            |
| 18        | Johan Vansummeren      |                                               | Opgave: 11e etappe | DNF            |
| 19        | Alexis Vuillermoz      | Winnaar 8e etappe                             |                    | 26e            |

Ploegleider: Vincent Lavenu / Julien Jurdie

### FDJ
| Rugnummer | Naam               | Prestaties                         | Opmerkingen        | Eindklassering |
| --------- | ------------------ | ---------------------------------- | ------------------ | -------------- |
| 21        | Thibaut Pinot      | Winnaar: 20e etappe                |                    | 16e            |
| 22        | William Bonnet     |                                    | Opgave: 3e etappe  | DNF            |
| 23        | Sébastien Chavanel |                                    | rode lantaarn      | 160e           |
| 24        | Arnaud Démare      |                                    |                    | 138e           |
| 25        | Alexandre Geniez   | Strijdlustigste renner: 20e etappe |                    | 112e           |
| 26        | Matthieu Ladagnous |                                    |                    | 71e            |
| 27        | Steve Morabito     |                                    | Opgave: 14e etappe | DNF            |
| 28        | Jérémy Roy         |                                    |                    | 105e           |
| 29        | Benoît Vaugrenard  |                                    |                    | 113e           |

Ploegleider: Yvon Madiot / Thierry Bricaud

### Team Sky
| Rugnummer | Naam           | Prestaties          | Opmerkingen        | Eindklassering                   |
| --------- | -------------- | ------------------- | ------------------ | -------------------------------- |
| 31        | Chris Froome   | Winnaar: 10e etappe |                    | Goud · Gele trui · Bolletjestrui |
| 32        | Peter Kennaugh |                     | Opgave: 16e etappe | DNF                              |
| 33        | Leopold König  |                     |                    | 70e                              |
| 34        | Wout Poels     |                     |                    | 44e                              |
| 35        | Richie Porte   |                     |                    | 48e                              |
| 36        | Nicolas Roche  |                     |                    | 35e                              |
| 37        | Luke Rowe      |                     |                    | 136e                             |
| 38        | Ian Stannard   |                     |                    | 128e                             |
| 39        | Geraint Thomas |                     |                    | 15e                              |

Ploegleider: Nicolas Portal / Servais Knaven

### Tinkoff-Saxo
| Rugnummer | Naam             | Prestaties                                | Opmerkingen              | Eindklassering |
| --------- | ---------------- | ----------------------------------------- | ------------------------ | -------------- |
| 41        | Alberto Contador |                                           |                          | 5e             |
| 42        | Ivan Basso       |                                           | Niet gestart: 10e etappe | DNF            |
| 43        | Daniele Bennati  |                                           | Opgave: 11e etappe       | DNF            |
| 44        | Roman Kreuziger  |                                           |                          | 17e            |
| 45        | Rafał Majka      | Winnaar: 11e etappe                       |                          | 28e            |
| 46        | Michael Rogers   |                                           |                          | 36e            |
| 47        | Peter Sagan      | Strijdlustigste renner: 15e en 16e etappe |                          | 46e            |
| 48        | Matteo Tosatto   |                                           |                          | 132e           |
| 49        | Michael Valgren  |                                           | Opgave: 19e etappe       | DNF            |

Ploegleider: Steven de Jongh / Sean Yates

### Movistar Team
| Rugnummer | Naam                 | Prestaties | Opmerkingen        | Eindklassering      |
| --------- | -------------------- | ---------- | ------------------ | ------------------- |
| 51        | Nairo Quintana       |            |                    | Zilver · Witte trui |
| 52        | Winner Anacona       |            |                    | 57e                 |
| 53        | Jonathan Castroviejo |            |                    | 24e                 |
| 54        | Alex Dowsett         |            | Opgave: 12e etappe | DNF                 |
| 55        | Imanol Erviti        |            |                    | 115e                |
| 56        | José Herrada         |            |                    | 65e                 |
| 57        | Gorka Izagirre       |            |                    | 32e                 |
| 58        | Adriano Malori       |            |                    | 107e                |
| 59        | Alejandro Valverde   |            |                    | Brons               |

Ploegleider: José Luis Arrieta / José Luis Jaimerena

### BMC Racing Team
| Rugnummer | Naam               | Prestaties           | Opmerkingen              | Eindklassering |
| --------- | ------------------ | -------------------- | ------------------------ | -------------- |
| 61        | Tejay van Garderen |                      | Opgave: 17e etappe       | DNF            |
| 62        | Damiano Caruso     |                      |                          | 53e            |
| 63        | Rohan Dennis       | Winnaar: 1ste etappe |                          | 101e           |
| 64        | Daniel Oss         |                      |                          | 97e            |
| 65        | Manuel Quinziato   |                      |                          | 120e           |
| 66        | Samuel Sánchez     |                      |                          | 12e            |
| 67        | Michael Schär      |                      |                          | 56e            |
| 68        | Greg Van Avermaet  | Winnaar: 13e etappe  | Niet gestart: 16e etappe | DNF            |
| 69        | Danilo Wyss        |                      |                          | 60e            |

Ploegleider: Yvon Ledanois / Valerio Piva

### Lotto Soudal
| Rugnummer | Naam             | Prestaties                         | Opmerkingen             | Eindklassering |
| --------- | ---------------- | ---------------------------------- | ----------------------- | -------------- |
| 71        | Tony Gallopin    |                                    |                         | 31e            |
| 72        | Lars Bak         |                                    |                         | 37e            |
| 73        | Thomas De Gendt  | Strijdlustigste renner: 13e etappe |                         | 67e            |
| 74        | Jens Debusschere |                                    |                         | 145e           |
| 75        | André Greipel    | Winnaar: 2e, 5e, 15e en 21e etappe |                         | 134e           |
| 76        | Adam Hansen      |                                    |                         | 114e           |
| 77        | Greg Henderson   |                                    | Niet gestart: 7e etappe | DNF            |
| 78        | Marcel Sieberg   |                                    |                         | 150e           |
| 79        | Tim Wellens      |                                    |                         | 129e           |

Ploegleider: Herman Frison / Marc Wauters

### Team Giant-Alpecin
| Rugnummer | Naam            | Prestaties                                    | Opmerkingen        | Eindklassering |
| --------- | --------------- | --------------------------------------------- | ------------------ | -------------- |
| 81        | John Degenkolb  |                                               |                    | 109e           |
| 82        | Warren Barguil  |                                               |                    | 14e            |
| 83        | Roy Curvers     |                                               |                    | 106e           |
| 84        | Koen de Kort    |                                               |                    | 73e            |
| 85        | Tom Dumoulin    |                                               | Opgave: 3e etappe  | DNF            |
| 86        | Simon Geschke   | Winnaar en strijdlustigste renner: 17e etappe |                    | 38e            |
| 87        | Georg Preidler  |                                               |                    | 87e            |
| 88        | Ramon Sinkeldam |                                               | Opgave: 14e etappe | DNF            |
| 89        | Albert Timmer   |                                               |                    | 139e           |

Ploegleider: Christian Guiberteau / Rudi Kemna

### Team Katjoesja
| Rugnummer | Naam               | Prestaties                | Opmerkingen             | Eindklassering |
| --------- | ------------------ | ------------------------- | ----------------------- | -------------- |
| 91        | Joaquim Rodríguez  | Winnaar: 3e en 12e etappe |                         | 29e            |
| 92        | Giampaolo Caruso   |                           |                         | 90e            |
| 93        | Jacopo Guarnieri   |                           |                         | 149e           |
| 94        | Marco Haller       |                           |                         | 126e           |
| 95        | Dmitri Kozontsjoek |                           | Opgave: 3e etappe       | DNF            |
| 96        | Alexander Kristoff |                           |                         | 130e           |
| 97        | Alberto Losada     |                           |                         | 58e            |
| 98        | Tiago Machado      |                           |                         | 72e            |
| 99        | Luca Paolini       |                           | Niet gestart: 8e etappe | DNF            |

Ploegleider: José Azevedo / Torsten Schmidt

### Orica GreenEDGE
| Rugnummer | Naam             | Prestaties                        | Opmerkingen             | Eindklassering |
| --------- | ---------------- | --------------------------------- | ----------------------- | -------------- |
| 101       | Simon Gerrans    |                                   | Opgave: 3e etappe       | DNF            |
| 102       | Michael Albasini |                                   | Niet gestart: 6e etappe | DNF            |
| 103       | Luke Durbridge   |                                   |                         | 151e           |
| 104       | Daryl Impey      |                                   | Niet gestart: 4e etappe | DNF            |
| 105       | Michael Matthews | Strijdlustigste renner: 5e etappe |                         | 152e           |
| 106       | Svein Tuft       |                                   |                         | 159e           |
| 107       | Pieter Weening   |                                   |                         | 144e           |
| 108       | Adam Yates       |                                   |                         | 50e            |
| 109       | Simon Yates      |                                   |                         | 89e            |

Ploegleider: Matt White / Neil Stephens

### Etixx-Quick Step
| Rugnummer | Naam               | Prestaties                               | Opmerkingen             | Eindklassering |
| --------- | ------------------ | ---------------------------------------- | ----------------------- | -------------- |
| 111       | Michał Kwiatkowski | Strijdlustigste renner: 2e en 12e etappe | Opgave: 17e etappe      | DNF            |
| 112       | Mark Cavendish     | Winnaar: 7e etappe                       |                         | 142e           |
| 113       | Michał Gołaś       |                                          |                         | 95e            |
| 114       | Tony Martin        | Winnaar: 4e etappe                       | Niet gestart: 7e etappe | DNF            |
| 115       | Mark Renshaw       |                                          | Opgave: 18e etappe      | DNF            |
| 116       | Zdeněk Štybar      | Winnaar: 6e etappe                       |                         | 103e           |
| 117       | Matteo Trentin     |                                          |                         | 117e           |
| 118       | Rigoberto Urán     |                                          |                         | 42e            |
| 119       | Julien Vermote     |                                          |                         | 116e           |

Ploegleider: Brian Holm / Davide Bramati

### Team Europcar
| Rugnummer | Naam             | Prestaties                         | Opmerkingen | Eindklassering |
| --------- | ---------------- | ---------------------------------- | ----------- | -------------- |
| 121       | Pierre Rolland   | Strijdlustigste renner: 19e etappe |             | 10e            |
| 122       | Bryan Coquard    |                                    |             | 110e           |
| 123       | Cyril Gautier    |                                    |             | 34e            |
| 124       | Yohann Gène      |                                    |             | 137e           |
| 125       | Bryan Nauleau    |                                    |             | 157e           |
| 126       | Perrig Quéméneur | Strijdlustigste renner: 6e etappe  |             | 74e            |
| 127       | Romain Sicard    |                                    |             | 33e            |
| 128       | Angélo Tulik     |                                    |             | 91e            |
| 129       | Thomas Voeckler  |                                    |             | 45e            |

Ploegleider: Andy Flickinger / Ismaël Mottier

### Team LottoNL-Jumbo
| Rugnummer | Naam              | Prestaties | Opmerkingen | Eindklassering |
| --------- | ----------------- | ---------- | ----------- | -------------- |
| 131       | Robert Gesink     |            |             | 6e             |
| 132       | Wilco Kelderman   |            |             | 79e            |
| 133       | Steven Kruijswijk |            |             | 21e            |
| 134       | Tom Leezer        |            |             | 153e           |
| 135       | Paul Martens      |            |             | 80e            |
| 136       | Bram Tankink      |            |             | 55e            |
| 137       | Laurens ten Dam   |            |             | 92e            |
| 138       | Jos van Emden     |            |             | 121e           |
| 139       | Sep Vanmarcke     |            |             | 104e           |

Ploegleider: Frans Maassen / Nico Verhoeven

### Trek Factory Racing
| Rugnummer | Naam              | Prestaties | Opmerkingen              | Eindklassering |
| --------- | ----------------- | ---------- | ------------------------ | -------------- |
| 141       | Bauke Mollema     |            |                          | 7e             |
| 142       | Julián Arredondo  |            |                          | 124e           |
| 143       | Fabian Cancellara |            | Niet gestart: 4e etappe  | DNF            |
| 144       | Stijn Devolder    |            |                          | 148e           |
| 145       | Laurent Didier    |            | Niet gestart: 17e etappe | DNF            |
| 146       | Markel Irizar     |            |                          | 93e            |
| 147       | Bob Jungels       |            |                          | 27e            |
| 148       | Grégory Rast      |            |                          | 102e           |
| 149       | Haimar Zubeldia   |            |                          | 62e            |

Ploegleider: Kim Andersen / Alain Gallopin

### Lampre-Merida
| Rugnummer | Naam              | Prestaties          | Opmerkingen        | Eindklassering |
| --------- | ----------------- | ------------------- | ------------------ | -------------- |
| 151       | Rui Costa         |                     | Opgave: 11e etappe | DNF            |
| 152       | Matteo Bono       |                     |                    | 118e           |
| 153       | Davide Cimolai    |                     |                    | 155e           |
| 154       | Kristijan Đurasek |                     |                    | 76e            |
| 155       | Nélson Oliveira   |                     |                    | 47e            |
| 156       | Rubén Plaza       | Winnaar: 16e etappe |                    | 30e            |
| 157       | Filippo Pozzato   |                     |                    | 125e           |
| 158       | José Serpa        |                     |                    | 122e           |
| 159       | Rafael Valls      |                     |                    | 78e            |

Ploegleider: Philippe Mauduit / Mario Scirea

### Team Cannondale-Garmin
| Rugnummer | Naam                 | Prestaties                         | Opmerkingen        | Eindklassering |
| --------- | -------------------- | ---------------------------------- | ------------------ | -------------- |
| 161       | Andrew Talansky      |                                    |                    | 11e            |
| 162       | Jack Bauer           |                                    | Opgave: 5e etappe  | DNF            |
| 163       | Nathan Haas          |                                    | Opgave: 17e etappe | DNF            |
| 164       | Ryder Hesjedal       |                                    |                    | 40e            |
| 165       | Kristjan Koren       |                                    |                    | 69e            |
| 166       | Sebastian Langeveld  |                                    | Opgave: 15e etappe | DNF            |
| 167       | Daniel Martin        | Strijdlustigste renner: 11e etappe |                    | 39e            |
| 168       | Ramūnas Navardauskas |                                    |                    | 143e           |
| 169       | Dylan van Baarle     |                                    |                    | 147e           |

Ploegleider: Charles Wegelius / Robert Hunter

### Cofidis Solutions Crédits
| Rugnummer | Naam               | Prestaties                         | Opmerkingen       | Eindklassering |
| --------- | ------------------ | ---------------------------------- | ----------------- | -------------- |
| 171       | Nacer Bouhanni     |                                    | Opgave: 5e etappe | DNF            |
| 172       | Nicolas Edet       |                                    |                   | 111e           |
| 173       | Christophe Laporte |                                    |                   | 127e           |
| 174       | Luis Ángel Maté    |                                    |                   | 43e            |
| 175       | Daniel Navarro     |                                    |                   | 66e            |
| 176       | Florian Sénéchal   |                                    |                   | 135e           |
| 177       | Julien Simon       |                                    |                   | 94e            |
| 178       | Geoffrey Soupe     |                                    |                   | 123e           |
| 179       | Kenneth Vanbilsen  | Strijdlustigste renner: 10e etappe |                   | 158e           |

Ploegleider: Didier Rous / Jean-Luc Jonrond

### IAM Cycling
| Rugnummer | Naam              | Prestaties | Opmerkingen        | Eindklassering |
| --------- | ----------------- | ---------- | ------------------ | -------------- |
| 181       | Mathias Frank     |            |                    | 8e             |
| 182       | Matthias Brändle  |            |                    | 156e           |
| 183       | Sylvain Chavanel  |            |                    | 54e            |
| 184       | Stef Clement      |            |                    | 59e            |
| 185       | Jérôme Coppel     |            | Opgave: 17e etappe | -              |
| 186       | Martin Elmiger    |            |                    | 100e           |
| 187       | Reto Hollenstein  |            |                    | 75e            |
| 188       | Jarlinson Pantano |            |                    | 19e            |
| 189       | Marcel Wyss       |            |                    | 60e            |

Ploegleider: Eddy Seigneur / Rubens Bertogliati

### Bora-Argon 18
| Rugnummer | Naam                | Prestaties                        | Opmerkingen             | Eindklassering |
| --------- | ------------------- | --------------------------------- | ----------------------- | -------------- |
| 191       | Dominik Nerz        |                                   | Opgave: 11e etappe      | DNF            |
| 192       | Jan Bárta           | Strijdlustigste renner: 3e etappe |                         | 25e            |
| 193       | Sam Bennett         |                                   | Opgave: 17e etappe      | DNF            |
| 194       | Emanuel Buchmann    |                                   |                         | 83e            |
| 195       | Zakkari Dempster    |                                   | Opgave: 12e etappe      | DNF            |
| 196       | Bartosz Huzarski    | Strijdlustigste renner: 8e etappe |                         | 108e           |
| 197       | José Mendes         |                                   |                         | 140e           |
| 198       | Andreas Schillinger |                                   | Niet gestart: 4e etappe | DNF            |
| 199       | Paul Voss           |                                   |                         | 99e            |

Ploegleider: Enrico Poitschke / André Schulze

### Bretagne-Séché Environnement
| Rugnummer | Naam                | Prestaties                         | Opmerkingen                   | Eindklassering |
| --------- | ------------------- | ---------------------------------- | ----------------------------- | -------------- |
| 201       | Eduardo Sepúlveda   |                                    | Gediskwalificeerd: 14e etappe | DNF            |
| 202       | Frédéric Brun       |                                    |                               | 141e           |
| 203       | Anthony Delaplace   | Strijdlustigste renner: 7e etappe  |                               | 85e            |
| 204       | Pierrick Fédrigo    |                                    |                               | 52e            |
| 205       | Brice Feillu        |                                    |                               | 98e            |
| 206       | Armindo Fonseca     |                                    |                               | 119e           |
| 207       | Arnaud Gérard       |                                    |                               | 133e           |
| 208       | Pierre-Luc Périchon | Strijdlustigste renner: 14e etappe |                               | 81e            |
| 209       | Florian Vachon      |                                    |                               | 88e            |

Ploegleider: Emmanuel Hubert / Sébastien Hinault

### MTN-Qhubeka
| Rugnummer | Naam                        | Prestaties          | Opmerkingen              | Eindklassering |
| --------- | --------------------------- | ------------------- | ------------------------ | -------------- |
| 211       | Edvald Boasson Hagen        |                     |                          | 82e            |
| 212       | Steve Cummings              | Winnaar: 14e etappe |                          | 86e            |
| 213       | Tyler Farrar                |                     |                          | 154e           |
| 214       | Jacques Janse van Rensburg  |                     |                          | 51e            |
| 215       | Reinardt Janse van Rensburg |                     |                          | 96e            |
| 216       | Merhawi Kudus               |                     |                          | 84e            |
| 217       | Louis Meintjes              |                     | Niet gestart: 18e etappe | DNF            |
| 218       | Serge Pauwels               |                     |                          | 13e            |
| 219       | Daniel Teklehaimanot        |                     |                          | 49e            |

Ploegleider: Jens Zemke / Jean-Pierre Heynderickx

## Deelnemers per land
| Deelnemers | Land                                                                              |
| ---------- | --------------------------------------------------------------------------------- |
| 41         | Frankrijk                                                                         |
| 20         | Nederland                                                                         |
| 16         | Italië                                                                            |
| 15         | Spanje                                                                            |
| 11         | België                                                                            |
| 10         | Australië, Duitsland, Verenigd Koninkrijk, Zwitserland                            |
| 6          | Colombia                                                                          |
| 4          | Polen, Portugal, Tsjechië, Zuid-Afrika                                            |
| 3          | Denemarken, Ierland, Luxemburg, Oostenrijk, Verenigde Staten                      |
| 2          | Canada, Eritrea, Estland, Nieuw-Zeeland, Noorwegen                                |
| 1          | Argentinië, Kroatië, Litouwen, Oekraïne, Rusland, Slovenië, Slowakije, Kazachstan |